# وباء العنف المنزلي

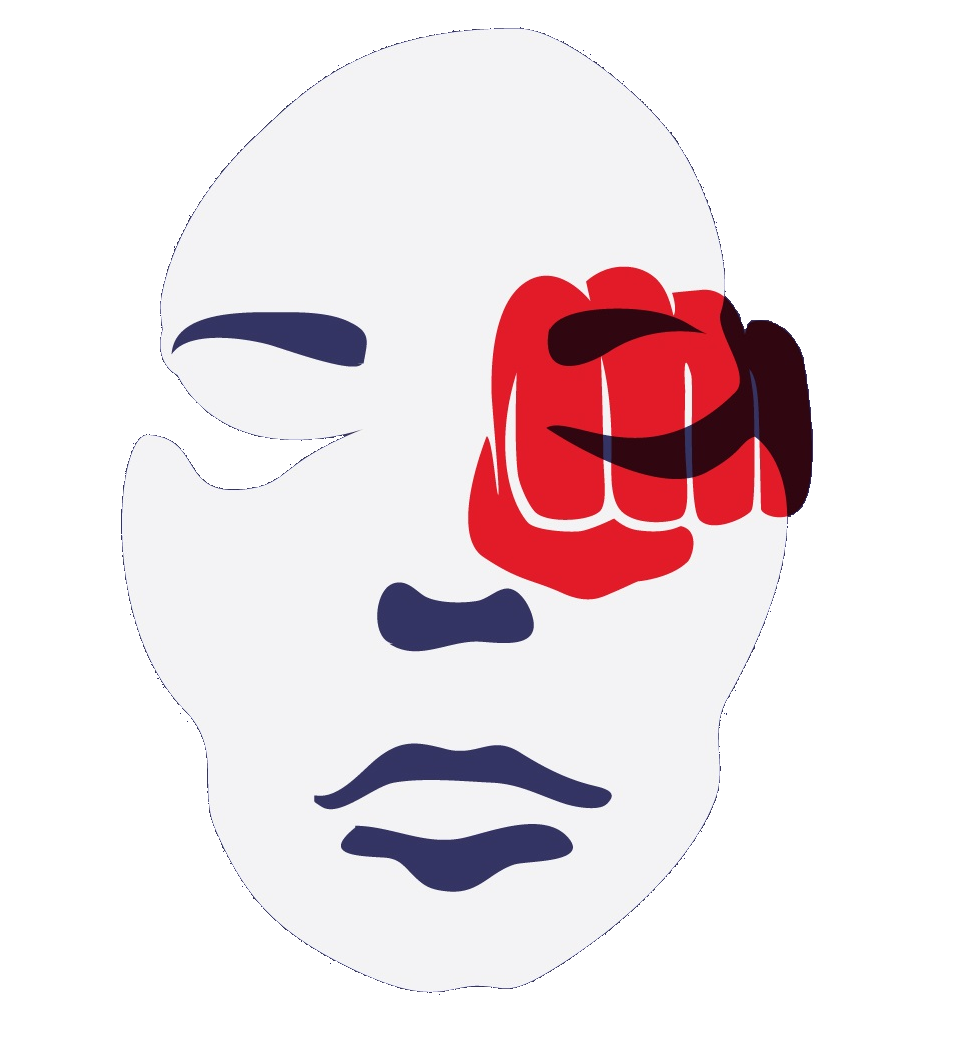
ملصق روسي يحث على فتح الأعين- ضد إساءة معاملة النساء.

يحدث العنف المنزلي في جميع أنحاء العالم، في ثقافات مختلفة، ويؤثر على الناس عبر المجتمع، وعلى جميع مستويات الاقتصادية؛ ومع ذلك، فقد ثبت أن مؤشرات الحالة الاجتماعية والاقتصادية المنخفضة (مثل البطالة والدخل المنخفض) هي عوامل خطر تحرض مستويات أعلى من العنف المنزلي في العديد من الدراسات. في الولايات المتحدة، وفقًا لمكتب إحصاءات العدل عام 1995، أبلغت النساء عن معدل عنف الشريك الحميم أعلى بست مرات من الرجال. ومع ذلك، فقد وجدت الدراسات أن الرجال أقل عرضة للإبلاغ عن الإيذاء في هذه المواقف.
في حين تشير بعض المصادر إلى أن الأزواج المثليين والمثليات يتعرضون للعنف المنزلي بنفس معدل تكرار الأزواج من جنسين مختلفين، وتشير مصادر أخرى إلى أن معدلات العنف المنزلي بين المثليين والمثليات ومزدوجي الميل الجنسي قد تكون أعلى ولكن يُبلغ عنها بصورة أقل.

## ديموغرافيًا

### ضد النساء
وفقًا لاستطلاعات وطنية مختلفة، فإن النسبة المئوية للنساء اللائي تعرضن للاعتداء الجسدي من قبل شريك حميم تختلف اختلافًا كبيرًا حسب الدولة: باربادوس 30%، كندا 29%، مصر 34%، نيوزيلندا 35%، سويسرا 21%، الولايات المتحدة 33%. تشير بعض الاستطلاعات في أماكن محددة إلى أرقام تصل ما بين 50-70% من النساء اللواتي تعرضن لاعتداء جسدي من قبل شريك حميم. تشير استطلاعات أخرى، بما في ذلك في الفلبين وباراغواي، إلى أرقام منخفضة تصل إلى 10%.
في الهند، تُعد حوالي 70% من النساء ضحايا للعنف المنزلي.
تُظهر الإحصاءات المنشورة عام 2004 أن معدل إيذاء النساء من السكان الأصليين في أستراليا قد يكون 40 ضعف معدل إيذاء النساء من غير السكان الأصليين.
يقال إن جنوب إفريقيا لديها أعلى إحصائيات للعنف القائم على الجندر في العالم، بما في ذلك الاغتصاب والعنف المنزلي (فوستر 1999؛ الشبكة الإقليمية المتكاملة، جوهانسبرج، جنوب إفريقيا، 25 مايو 2002). قالت 80% من النساء اللاتي شملهن الاستطلاع في ريف مصر إن الضرب شائع ومبرر في كثير من الأحيان، خاصة إذا رفضت المرأة ممارسة الجنس مع زوجها. تقول ما يصل إلى ثلثي النساء في بعض المجتمعات في ولاية لاغوس النيجيرية إنهن ضحايا للعنف المنزلي.
في تركيا، تعرضت 42% من النساء فوق خمسة عشر عامًا للعنف الجسدي أو الجنسي.
بين عامي 1993 و2001، أبلغت النساء الأمريكيات عن عنف الشريك الحميم بمعدل سبع مرات تقريبًا أكثر من الرجال (بنسبة 20: 3). أظهرت إحصائيات عام 1994 أن أكثر من خمسة أضعاف عدد النساء اللواتي أبلغن عن تعرضهن للإيذاء على يد شخص حميم مقارنة بالذكور.

#### الحمل
يمكن أن يغفل المهنيون الطبيون عن العنف المنزلي أثناء الحمل لأنه غالبًا ما يظهر بطرق غير محددة. جرى تحليل عدد من البلدان إحصائيًا لحساب انتشار هذه الظاهرة:
- الانتشار في المملكة المتحدة: 3.4%.
- الانتشار في الولايات المتحدة: 3.2 - 33.7%.
- الانتشار في أيرلندا: 12.5%.
- معدلات أعلى بين المراهقين.
- تزداد الخطورة والتكرار بعد الولادة (10% قبل الولادة مقابل 19% بعد الولادة)؛ 21% بعد 3 أشهر من الولادة.

هناك عدد من العوارض التي يمكن أن تكون مرتبطة بالعنف المنزلي أثناء الحمل؛ التأخر في طلب الرعاية للإصابات؛ الحجز المتأخر، عدم الحضور في المواعيد، التسريح الذاتي؛ كثرة الحضور، مشاكل غامضة؛ شريك عدواني أو شديد الاهتمام؛ الحروق والألم والرِّقة والإصابات؛ التمزقات المهبلية والنزيف والأمراض المنقولة بالاتصال الجنسي والإجهاض التلقائي.
يمكن أن يؤثر العنف المنزلي ضد المرأة الحامل أيضًا على الجنين ويمكن أن يكون له آثار طويلة الأمد على الطفل بعد الولادة. يرتبط الإيذاء الجسدي بوفاة الأطفال حديثي الولادة (1.5% مقابل 0.2%)، والإساءة اللفظية مرتبطة بانخفاض الوزن عند الولادة (7.6% مقابل 5.1%).

### ضد الرجال
بسبب الوصمات الاجتماعية المتعلقة بإيذاء الذكور، يواجه الرجال ضحايا العنف المنزلي احتمالية متزايدة للتجاهل من قبل مقدمي الرعاية الصحية. يُعد عنف المرأة تجاه الرجل مشكلة اجتماعية خطيرة. في حين تركز الكثير من الاهتمام على العنف المنزلي ضد المرأة، يجادل الباحثون بأن العنف المنزلي ضد الرجال يمثل مشكلة اجتماعية كبيرة تستحق الاهتمام. كانت قضية إيذاء الرجال من قبل النساء مثيرةً للجدل، ويرجع ذلك جزئيًا إلى الدراسات التي تشير إلى إحصائيات مختلفة اختلافًا جذريًا فيما يتعلق بالعنف المنزلي.
يرتكب الرجال والنساء معدلات متعادلة أو مماثلة عنفًا ضد الشريك الحميم الصغير عن طريق المشاجرة الجسدية، لكن ارتكاب العنف الجسدي الأكثر خطورة يميل إلى أن يُرتكب من قبل الرجال، وتشير تقارير الإيذاء عمومًا إلى أن النساء أكثر عرضة للعنف المنزلي من الرجال. تشير مراجعة 2013 للأدبيات التي جمعت بين تقارير ارتكاب الجرائم والإيذاء إلى أن معظم الدراسات، في جميع أنحاء العالم، تنظر فقط إلى الإيذاء الذي تتعرض له الإناث. فحصت المراجعة دراسات من خمس قارات والعلاقة بين مستوى التفاوت الجندري في بلد ما ومعدلات العنف المنزلي. وجد المؤلفون أنه عندما تُميَّز إساءة معاملة الشريك على نطاق واسع لتشمل الإساءة العاطفية، وأي نوع من الضرب، ومن يضرب أولًا، تكون إساءة معاملة الشريك متساوية نسبيًا. وذكروا أيضًا أنه إذا فحص المرء من يتعرض للأذى الجسدي ومدى جدية ذلك، ويعبر عن المزيد من الخوف، ويعاني من مشاكل نفسية لاحقة، فإن العنف الأسري يميز بشكل كبير ضد النساء كضحايا.
تجادل شيري هامبي بأن تقارير الإيذاء أكثر موثوقية من تقارير ارتكاب الجرائم، وبالتالي فإن الدراسات تظهر أن النساء أكثر عرضة للمعاناة من العنف المنزلي من الرجال. أشار التحليل التلوي لعام 2016 إلى أن عوامل الخطر الوحيدة لارتكاب عنف الشريك الحميم التي تختلف حسب الجندر هي مشاهدة عنف الشريك الحميم كطفل، وتعاطي الكحول، وتطلُّب الذكور، وأنماط الانسحاب من التواصل عند الإناث.

### بين مجتمع الميم
تشير بعض المصادر إلى أن الأزواج المثليين والمثليات يتعرضون للعنف المنزلي بنفس معدل التكرار عند الأزواج من جنسين مختلفين، بينما تشير مصادر أخرى إلى أن العنف المنزلي بين الأزواج المثليين والمثليات قد يكون أعلى منه بين الأزواج من جنسين مختلفين، وأن الأفراد المثليين والمثليات ومزدوجي الميول الجنسية أقل عرضة للإبلاغ عن العنف المنزلي الذي حدث في علاقاتهم الحميمة أكثر من الأزواج من جنسين مختلفين، أو أن الأزواج المثليين يتعرضون للعنف المنزلي أقل من الأزواج من جنسين مختلفين. على النقيض من ذلك، يفترض بعض الباحثين عمومًا أن الأزواج المثليين يتعرضون للعنف المنزلي بنفس معدل الأزواج من جنسين مختلفين، ويكونون أكثر حذرًا عند الإبلاغ عن العنف المنزلي بين الأزواج المثليين. في دراسة استقصائية أجرتها الحكومة الكندية، أفادت حوالي 19% من المثليات أنهن وقعن ضحيةً لشريكاتهن. تشير تقارير بحثية أخرى إلى أن العلاقات المثلية تظهر معدلات أعلى من العدوان الجسدي.